# William Derham

William Derham

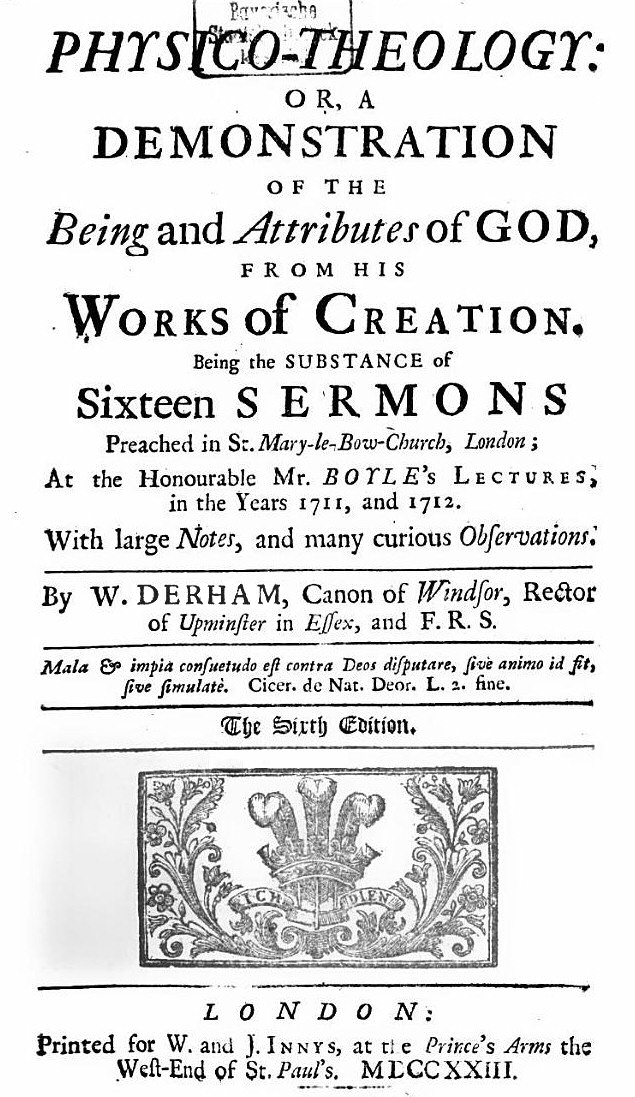
Titelseite von Derhams Physico-Theology (Ausgabe 1723)

William Derham (* 26. November 1657 in Stoulton bei Worcester, Worcestershire; † 5. April 1735 in Upminster) war ein englischer Geistlicher, Naturphilosoph und Vertreter der Physikotheologie.

## Leben und Wirken

### Leben
Derham besuchte die Grammar School in Blockley (Gloucestershire). Am 14. Mai 1675 wurde er als „servitor“ am Trinity College in Oxford zugelassen. Dort erwarb Derham am 28. Januar 1679 den Grad eines Bachelor of Arts (B.A.).
Ralph Bathurst, Präsident des Trinity College, empfahl Derham dem Bischof von Salisbury Seth Ward. Dieser wiederum empfahl ihn der Witwe Lady Catherine Grey of Werke (1634-um 1682) als Kaplan. Am 29. Mai 1681 wurde Derham von Henry Compton, dem Bischof von London zum Diakon ordiniert. Seth Ward weihte ihn am 9. Juli 1682 zum Priester. Im gleichen Monat wurde Derham von Richard Neville (1655–1717), dem Schwiegersohn von Lady Grey, das Benefiziat von Wargrave, Berkshire, präsentiert. Dort war er bis 1682 als Vikar tätig.
Derham beantragte am 17. Januar 1684 die Heiratserlaubnis für Isabella Darrell (getauft 1655) aus Kingsclere. Über diese Verbindung ist jedoch nichts Näheres bekannt.
Ab 1689 war Derham Rektor in Upminster. Dort lebte er im „High House“ das sich gegenüber der St Laurence’s Church befand.
Verwitwet heiratete Derham am 2. Juni 1699 Anna Scott (* um 1675) aus Chigwell. Das Paar hatte fünf Kinder: Anna (1700–1710), Elizabeth (1701–1780), William (1702–1757), Thomas (1704–1738) und Jane (1709–1735). Ihr Sohn William war ab 1748 Präsident des St John’s College in Oxford.
1711 und 1712 hielt Derham in der Londoner Kirche St Mary-le-Bow die Boyle-Vorlesung, die er 1713 als Physico-theology veröffentlichte.
1714, nach der Thronbesteigung von Georgs I., wurde Derham Kaplan des Prinzen von Wales (Georg II.) und 1716 Kapitular von Windsor Castle.
Die University of Oxford verlieh ihm am 26. Juni 1730 einen Abschluss als Doctor of Divinity (D.D., als Diplom).

### Wirken
1696 erschien sein Buch The artificial clock-maker, in dem er den Mechanismus eines Uhrwerks und die Berechnungen im Getriebe der Zahnräder so zu erklären versucht, dass ihn ein gewöhnlicher Arbeiter verstehen kann. Es enthielt außerdem eine kurze Geschichte der Uhrmacherkunst. Das Buch wurde ins Deutsche (Der kunstreiche Uhrmacher, 1708) und Französische (1731) übersetzt.
In den Philosophical Transactions der Royal Society wurden ab 1698 über 30 seiner Beiträge veröffentlicht. In seinem ersten Beitrag beschäftigte er sich mit einem tragbaren Quecksilberbarometer, mit dem er die Höhe des Londoner Monuments vermaß. Derham beschäftigte sich mit astronomische Beobachtungen. Seine 1700 begonnenen Jupiterbeobachtungen veröffentlichte er 1727. Derhams Aufzeichnungen der Sonnenflecken von 1703 bis 1711 fallen in die Zeit des „Maunder-Minimum“ (1645–1715) und sind noch heute von wissenschaftlichen Interesse. Er beschrieb die Mondfinsternis vom 12. Januar 1712. Derham interessierte sich für das Wetter und berichtete beispielsweise über den Großen Sturm von 1703. In seinem Artikel Experimenta observationes de soni motu von 1708 berichtete er über sein Verfahren zur Messung der Schallgeschwindigkeit. Sein erhaltener Wert bestätigte frühere Ergebnisse von John Flamsteed und Edmond Halley.
1713 veröffentlichte Derham sein Hauptwerk Physico-theology (13. Auflage, 1768). Es wurde ins Italienische (1719), Französische (1726) und Niederländische (1728), Deutsche (Physicotheologie oder Natur-Leitung zu Gott, 1730) und Schwedische (1736) übersetzt. Das Folgewerk Astro-theology (14. Auflage, 1777) erschien 1715. Es wurde ins Deutsche (Astrotheologie, oder himmliches Vergnügen in Gott, 1728), Niederländische (1728), Italienische (1728) und Französische (1729, 1760) übersetzt. In seiner Astro-theology erwähnte er als einer der ersten Beobachter das „Aschgraue Licht der Venus“.
Mit John Ray korrespondierte Derham über Insekten sowie Frösche und besuchte ihn mindestens ein Mal (1704). Vermittelt durch Hans Sloane, Tancred Robinson (um 1658–1748), Samuel Dale und William Pyke, dem Rektor von Black Notley, dem Wohnsitz von Ray, wurde Derham mit der Bearbeitung der Schriften des Naturforschers beauftragt. Ab 1713 gab er mehrere Werke Rays erstmals oder in Bearbeitung heraus und veröffentlichte Teile dessen Briefwechsels als Philosophical letters.
1724 gab Derham eine um umfangreiche Anmerkungen und eigene Beobachtungen vermehrte Ausgabe von Eleazar Albins A natural history of English insects (1720) heraus. Eine am 2. November 1729 in Bath gehaltene Predigt wurde im folgenden Jahr als Christo-theology veröffentlicht.

## Ehrungen
Am 3. Februar 1703 wurde Derham als Mitglied („Fellow“) in die Royal Society gewählt.

## Schriften (Auswahl)

### Bücher

#### The artificial clock-maker
- The artificial clock-maker: a treatise of watch and clock-work, wherein the art of calculating numbers for most sorts of movements is explained to the capacity of the unlearned. Also the history of clock-work, both ancient and modern, with other useful matters never before published. London 1696 (Digitalisat).

Übersetzungen
- Der kunstreiche Uhrmacher […]. In: Eberhard Welper: Neu-vermehrte Welperische Gnomonica […]. 3. Auflage, Weigel, Nürnberg 1708 (Digitalisat).
- Traité d’horlogerie pour les montres et les pendules […]. Grégoire Dupuis, Paris 1731 (Digitalisat).

#### Physico-theology
- Physico-theology: or, a demonstration of the being and attributes of God, from his works of creation […]. London 1713 (Digitalisat) – eine Boyle-Vorlesung.
  - 2., ergänzte Auflage, W. Innys, London 1714 (Digitalisat).
  - 3., korrigierte Auflage, W. Innys, London 1714 (Digitalisat).
  - 4., korrigierte Auflage, W. Innys, London 1716 (Digitalisat).
  - 5. Auflage, London 1720 (Digitalisat).
  - 6. Auflage, W. and J. Innys, London 1723 (Digitalisat, Digitalisat).
  - 7. Auflage, W. and J. Innys, London 1727 (Digitalisat).
    - Nachdruck als „8. Auflage“: Dublin 1727 (Digitalisat).
    - Nachdruck als „10. Auflage“: Dublin 1730 (Digitalisat).

  - 8. Auflage, W. Innys and R. Manby, London 1732 (Digitalisat).
  - 9. Auflage, W. Innys and R. Manby, London 1737 (Digitalisat).
  - 10. Auflage, W. Innys, London 1742 (Digitalisat).
  - 11. Auflage, 2 Bände, W. Innys, London 1749 (Band 1, Band 2).
  - 12. Auflage, W. Innys and J. Richardson, London 1754 (Digitalisat).
  - 13. Auflage, Robinson and Roberts, London 1768 (Digitalisat).
  - Neue Auflage, A. Strahan; T. Cadell jun. and W. Davies, London 1798 (Band 1, Band 2).

Schottische Auflagen
- „11. Auflage“, R. Urie and Company, Glasgow 1745 (Digitalisat).
- „12. Auflage“, Robert Urie, Glasgow 1752 (Digitalisat).
- „3., schottische Auflage“, Robert Urie, Glasgow 1758 (Digitalisat).

Übersetzungen
- Dimostrazione della essenza, ed attribute d’Iddio del’opere della sua Creazione […]. Tartini e Franchi, Florenz 1719 (Digitalisat) – übersetzt von Giovanni Gaetano.
- Theologie physique ou démonstratiom de l’existence et des attributs de Dieu, tirées des oeuvres de la création […]. Jean Daniel Beman, Rotterdam 1726 (Digitalisat).
  - 2., überarbeitete und korrigierte Auflage, Jean Daniel Beman, Rotterdam 1726 (Digitalisat 2. Teil) – übersetzt von Jacques Lufneu.
  - Pierre Paupie, Den Haag 1740 (Digitalisat) – übersetzt von Jacques Lufneu.
  - Neue Auflage, S. et J. Luchtmans, Leiden 1769 (Digitalisat).
  - Neue Auflage, Amand König, Strasbourg 1769 (Digitalisat).
- God-leerende natuurkunde, of eene betooging van Gods wezen en eigenschaften […]. Isaak Severinus, Leiden 1728 (Digitalisat) – übersetzt von Abraham van Loon.
  - Neue, korrigierte Auflage, 1739.
  - Neue, durchgesehene und verbesserte Auflage, Jacobus Loveringh, Amsterdam 1742 (Digitalisat).
- Physicotheologie oder Natur-Leitung zu Gott […]. Johann Christian Brandt, Hamburg 1730 (Digitalisat) – Übersetzung nach der 7. Auflage durch Christian Ludwig.
  - 2. Auflage, Johann Christian Brandt, Hamburg 1732 (Digitalisat).
  - Neue Auflage: Physico-Theologie oder Naturleitung zu Gott […]. Johann Christian Brandt, Hamburg 1741 (Digitalisat).
  - Neue Auflage: Physico-Theologie oder Naturleitung zu Gott […]. Johann Christian Brandt, Hamburg 1764 (Digitalisat, Digitalisat).
- Physico-theologie, eller: Til Gud ledande naturkunnighet medelst jord-klotets och de deruppå befintelige creaturens upmärcksama betracktelse […]. Joh. Laur. Horrn, Stockholm 1736 (Digitalisat, Digitalisat) – nach den deutschen und französischen Ausgaben übersetzt von Anders Nicander.
  - Neue Auflage, Stockholm 1760.

#### Astro-theology
- Astro-theology: or a demonstration of the being and attributes of God, from a survey of the heavens. London 1715 (Digitalisat).
  - 2., korrigierte Auflage, London 1715 (Digitalisat).
  - 3., verbesserte Auflage, London 1719 (Digitalisat).
  - 4., stark korrigierte Auflage, London 1721 (Digitalisat).
  - 5. Auflage, London 1726 (Digitalisat).
  - 6. Auflage, London 1731 (Digitalisat).
  - 7. Auflage, London 1738 (Digitalisat).
  - 8. Auflage, London 1741 (Digitalisat).
  - 9. Auflage, London 1750 (Digitalisat).
  - 10. Auflage, London 1767 (Digitalisat).
  - Neue Auflage, W. Darling, Edinburgh 1777 (Digitalisat).

Übersetzungen
- Godgeleerde starrekunde […]. Isaak Severinus, Leiden 1728 (Digitalisat).
- Teologia astronomica […]. Neapel 1728.
- Astrotheologie, oder himmliches Vergnügen in Gott, bey aufmercksamen Anschauen des Himmels, und genauerer Betrachtung der Himmlischen Cörper, zum augenscheinlichen Beweiss dass ein Gott, und derselbige ein allergütigstes, allweises, allmächtiges Wesen sey. Theodor Christoph Felginer, Hamburg 1728 – nach der 5. Auflage übersetzt von Johann Albert Fabricius.
  - Astrotheologie, oder Himmlisches Vergnügen in Gott […]. Theodor Christoph Felginer, Hamburg 1732 (Digitalisat).
  - Astrotheologie, oder Anweisung zu der Erkenntniß Gottes aus Betrachtung der himmlischen Körper […]. Johann Carl Bohn, Hamburg (Digitalisat).
  - Neuauflage, Johann Carl Bohn, Hamburg 1765 (Digitalisat).
- Theologie astronomique […]. Chaubert, Paris 1729 (Digitalisat) – übersetzt durch Bellenger.
- Theologie astronomique […]. Heidegguer & Compagnie, Zürich 1760 (Digitalisat) – übersetzt durch Jean Bertrand.

#### Weitere
- Christo-theology, or a demonstration of the divine authority of the Christian Religion. 1729.
- A defence of the churches right in leasehold estates […]. W. Innys, London 1731 (Digitalisat) – Entgegnung auf Everard Fleetwoods An enquiry into the customary estates and tenant-rights of those who hold lands of the church and other foundations.

### Philosophical Transactions
- Part of a letter […] dated Dec. 6. 1697. Giving an account of some experiments about the heighth of the mercury in the barometer, at top and bottom of the monument: and about portable barometers. In: Philosophical Transactions. Band 20, Nr. 236, 31. Januar 1698, S. 2–4 (doi:10.1098/rstl.1698.0002, JSTOR:102475).
- A letter […] dated Jan. 13. 1697/98. to Dr. Sloane, about a contrivance to measure the height of the mercury in the barometer, by a circle on one of the weather plates, with a register of weather, &c. for the year 1697. In: Philosophical Transactions. Band 20, Nr. 237, S. 45–48, 28. Februar 1698 (doi:10.1098/rstl.1698.0008, JSTOR:102481).
- Part of a letter […] to Dr Sloane: accompanying his observations of the height of the mercury in the barometer, rains, winds, &c for the year 1698. In: Philosophical Transactions. Band 21, Nr. 249, 28. Februar 1699, S. 45–46 (doi:10.1098/rstl.1699.0007, JSTOR:102589).
- Part of letter […] to Dr Sloane, giving an account of his observations of the weather for the year 99. In: Philosophical Transactions. Band 22, Nr. 262, 31. März 1700, S. 527–529 (doi:10.1098/rstl.1700.0019, JSTOR:102750).
- A letter […] concerning an insect that is commonly called the death-watch. In: Philosophical Transactions. Band 22, Nr. 271, 30. Juni 1701, S. 832–834 (doi:10.1098/rstl.1700.0084, JSTOR:102815).
- A letter […] to Mr. John Haughton, F. R. S. containing his observation on the weather, &c. for some years last past. In: Philosophical Transactions. Band 23, Nr. 286, 31. August 1703, S. 1443–1448 (doi:10.1098/rstl.1702.0058, JSTOR:102905).
- Some observations on the spots of the sun […]. In: Philosophical Transactions. Band 23, Nr. 288, 31. Dezember 1703, S. 1504–1507 (doi:10.1098/rstl.1702.0067, JSTOR:102914).
- A letter […] containing […] observations concerning the late storm. In: Philosophical Transactions. Band 24, Nr. 289, 28. Februar 1704, S. 1530–1534 (doi:10.1098/rstl.1704.0005, JSTOR:102921).
- An instrument, for seeing the Sun, Moon, or stars, pass the meridian of any place. Useful for setting watches in all parts of the world with the greatest exactness, to correct sun-dyals; to assist in the discovery of the longitudes of places, &c. In: Philosophical Transactions. Band 24, Nr. 291, 30. Juni 1704, S. 1578–1585 (doi:10.1098/rstl.1704.0015, JSTOR:102935).
- A supplement to the account of the Pediculus Pulsatorius or death-watch, in Philos. Trans. No 271. Serving to the more perfect natural history of that insect. In: Philosophical Transactions. Band 24, Nr. 291, 30. Juni 1704, S. 1586–1594 (doi:10.1098/rstl.1704.0016, JSTOR:102936).
- Experiments about the motion pendulums in vacuo. In: Philosophical Transactions. Band 24, Nr. 294, 31. Dezember 1704, S. 1785–1789 (doi:10.1098/rstl.1704.0046, JSTOR:102960).
- A prospect of the weather, winds, and height of the mercury in the barometer, on the first day of the month; and of the whole rain of every month in the year 1703, and the beginning of 1704. Observ’d at Towneley in Lancashire, by Ri. Towneley, Esq; and at Upminster in Essex. In: Philosophical Transactions. Band 24, Nr. 297, 31. März 1705, S. 1878–1881 (doi:10.1098/rstl.1704.0063, JSTOR:102979).
- An account of some magnetical experiments and observations. In: Philosophical Transactions. Band 24, Nr. 303, 31. Oktober 1705, S. 2136–2138 (doi:10.1098/rstl.1704.0097, JSTOR:103015).
- Part of a letter […] concerning a glade of light observed in the Heavens. In: Philosophical Transactions. Band 25, Nr. 305, 1. März 1706, S. 2220 (doi:10.1098/rstl.1706.0006, JSTOR:102670).
- Tabula exhibens caelitempestates, & mutationes, ter unoquoque die: item plagam ventorum, & nubium; altitudinem mercurii in barometro, & spirituum in thermometro; & denique pluviae quantitatem, quae quibusdam diebus, & unoquoque mense, per insundibulum 12 pollices latum, apud upminster in comitatu essexiae decidebat anno 1705. In: Philosophical Transactions. Band 25, Nr. 309, 1. März 1707, S. 2378–2387 (doi:10.1098/rstl.1706.0039, JSTOR:102702).
- An account of a pyramidal appearance in the heavens, observed near Upminster in Essex. In: Philosophical Transactions. Band 25, Nr. 310, 1. Juni 1707, S. 2411–2412 (doi:10.1098/rstl.1706.0045, JSTOR:102706).
- Experimenta observationes de soni motu, aliisque ad id attinentibus, facta. In: Philosophical Transactions. 1. Februar 1708, Band 26, Nr. 313, S. 2–35 (doi:10.1098/rstl.1708.0001, JSTOR:103216).
- Part of a letter […] to Dr. Hans Sloane, R. S. Secr. concerning the migration of birds. In: Philosophical Transactions. Band 26, Nr. 315, 1. Juni 1708, S. 123–124 (doi:10.1098/rstl.1708.0018, JSTOR:103233).
- A letter […] to Dr. Hans Sloane, R. S. Secr. giving an account of some inundations; monstrous births, appearances in the heavens, and other observables he received from Ireland. With his observations on the eclipse of the Sun, Sept. 3. and of the Moon, Sept. 18, 1708. In: Philosophical Transactions. Band 26, Nr. 320, 1. April 1709, S. 308–313 (doi:10.1098/rstl.1708.0049, JSTOR:103264).
- The history of the great frost in the last winter 1703 and 1708/9. In: Philosophical Transactions. Band 26, Nr. 324, 1. Dezember 1709, S. 454–478 (doi:10.1098/rstl.1708.0073, JSTOR:103288).
- Part of a letter […] to Dr. Hans Sloane, R. S. Sec. Giving an account of a child’s crying in the womb. In: Philosophical Transactions. Band 26, Nr. 324, 1. Dezember 1709, S. 485–486 (doi:10.1098/rstl.1708.0075, JSTOR:103290).
- A short dissertation concerning the child’s crying in the womb. In: Philosophical Transactions. Band 26, Nr. 324, 1. Dezember 1709, S. 487–492 (doi:10.1098/rstl.1708.0076, JSTOR:103291).
- Observations upon the spots that have been upon the Sun, from the year 1703 to 1711. with a letter of Mr. Crabtrie, in the year 1640. upon the same subject. In: Philosophical Transactions. Band 27, Nr. 330, 30. Juni 1711, S. 270–290 (doi:10.1098/rstl.1710.0021, JSTOR:103121).
- Observations concerning the subterraneous trees in Dagenham, and other marshes bordering upon the river of Thames, in the county of Essex. In: Philosophical Transactions. Band 27, Nr. 335, 30. September 1712, S. 478–484 (doi:10.1098/rstl.1710.0053, JSTOR:103154).
- Observations of the eclipse of the Moon, on Jan. 12. 1711–12. In: Philosophical Transactions. Band 27, Nr. 336, 31. Dezember 1712, S. 522–523 (doi:10.1098/rstl.1710.0063, JSTOR:103163).
- The case of a woman big with child, who recovered of the small-pox, and was afterwards delivered of a dead child full of the pustules of that distemper. In: Philosophical Transactions. Band 28, Nr. 337, 31. Dezember 1713, S. 165–166 (doi:10.1098/rstl.1713.0017, JSTOR:103191).
- An account of the rain which fell every year at Upminster in Essex, the last eighteen years, with remarks upon that of the year 1714 […]. In: Philosophical Transactions. Band 29, Nr. 341, 31. Dezember 1714, S. 130–132 (doi:10.1098/rstl.1714.0015, JSTOR:103044).
- An account of the mischiefs ensuing the swallowing of the stones of bullace and sloes. In: Philosophical Transactions. Band 29, Nr. 349, 30. September 1716, S. 484–486 (doi:10.1098/rstl.1714.0060, JSTOR:103089).
- Extracts from Mr. Gascoigne’s and Mr. Crabtrie’s letters, proving Mr. Gascoigne to have been the inventor of telescopick sights of mathematical instruments, and not the French. In: Philosophical Transactions. Band 30, Nr. 352, 30. Juni 1717, S. 603–610 (doi:10.1098/rstl.1717.0010, JSTOR:103305).
- Observations about Wasps, and the difference of their sexes. In: Philosophical Transactions. Band 33, Nr. 382, 30, April 1724, S. 53–59 (doi:10.1098/rstl.1724.0012, JSTOR:103740).
- Observations on the lumen boreale, or streaming on Oct 8, 1726. In: Philosophical Transactions. Band 34, Nr. 398, 30. Juni 1727, S. 245–252 (doi:10.1098/rstl.1726.0049, JSTOR:103486).
- Observations of the eclipses of Jupiter’s satellites, from 1700, to the year 1727. In: Philosophical Transactions. Band 35, Nr. 402, 30. Juni 1728, S. 415–428 (doi:10.1098/rstl.1727.0032, JSTOR:103691).
- The difference in time of the meridians of diverse places computed from observations of the eclipses of Jupiter's satellites. In: Philosophical Transactions. Band 36, Nr. 407, 28. Februar 1729, S. 33–36 (doi:10.1098/rstl.1729.0006, JSTOR:103501).
- A letter to Sir Hans Sloane, Bart. R. S. Pr. & c. containing a description of some uncommon appearances observed in an Aurora Borealis. In: Philosophical Transactions. Band 36, Nr. 410, 30. September 1729, S. 137–138 (doi:10.1098/rstl.1729.0016, JSTOR:103511).
- Of the meteor called the ignis fatuus, from observation made in England […] and others in Italy […]. In: Philosophical Transactions. Band 36, Nr. 411, 31. Dezember 1729, S. 204–214 (doi:10.1098/rstl.1729.0029, JSTOR:103524).

### Sonstige
- The life of Mr. Ray. In: George Scott (Hrsg.): Select remains of the learned John Ray […] with his life. J. Dodsley, London 1760, S. 1–100 (Digitalisat, Digitalisat, Digitalisat).

### Als Herausgeber
- John Ray: Synopsis methodica avium & piscium. William Innys, London 1713 (Digitalisat).
- John Ray: Three physico-theological discourses. 3. Auflage, William Innys, London 1713 (Digitalisat).
  - 4. Auflage, William and John Innys, London 1721 (Digitalisat).
  - 4. korrigierte Auflage, William and John Innys, London 1732 (Digitalisat).
- John Ray: The wisdom of God manifested in the works of the creation. 6., korrigierte Auflage, William Innys, London 1714 (Digitalisat).
- Philosophical letters between the late learned Mr. Ray and several of his ingenious correspondents, natives and foreigners […]. William and John Innys, London 1718 (Digitalisat).
- Eleazar Albin: A natural history of English insects. [2. Auflage] William and John Innys, London 1724 (Digitalisat).
- Philosophical experiments and observations of the late eminent Dr. Robert Hooke […] and other eminent virtuoso’s in his time. London 1726 (Digitalisat).
- Miscellanea curiosa.
  - Miscellanea curiosa. Containing a collection of some of the principal phaenomena in nature, accounted for by the greatest philosophers of this age […]. Band 1, 3., überarbeitete und korrigiert Auflage, London 1726.
  - Miscellanea curiosa. Containing a collection of curious travels, voyages and natural histories of countries, as they have been delivered in to the Royal Society. Band 3, 2., überarbeitete und korrigiert Auflage, London 1727 (Digitalisat).